# Platysomus
Il platisomo (gen. Platysomus) è un pesce osseo estinto, appartenente ai paleonisciformi. Visse tra il Carbonifero inferiore e il Permiano superiore (circa 345 - 255 milioni di anni fa) e i suoi resti fossili sono stati ritrovati in Europa, Nordamerica e in Groenlandia.

## Descrizione
Il corpo di questo pesce era di forma discoidale, alto e appiattito lateralmente. Solitamente Platysomus non superava i 20 centimetri di lunghezza, ma sono noti esemplari lunghi anche 50 centimetri. Le pinne dorsale e anale erano estremamente allungate e si protendevano dall'apice del corpo (quella dorsale) e dal punto più basso del corpo (quella anale) per poi raggiungere la base della coda. La pinna caudale era dotata di un lobo superiore particolarmente robusto, una caratteristica che si riscontra in tutti i paleonisciformi e in molti pesci ossei arcaici. Platysomus era dotato inoltre di un alto cranio piuttosto corto, dotato di piccoli denti e di mandibole posizionate proprio al di sotto del cranio. Le scaglie di Platysomus erano romboidali e ricoprivano tutto il corpo; quelle nella parte più bassa erano più grandi rispetto a quelle nella parte dorsale.

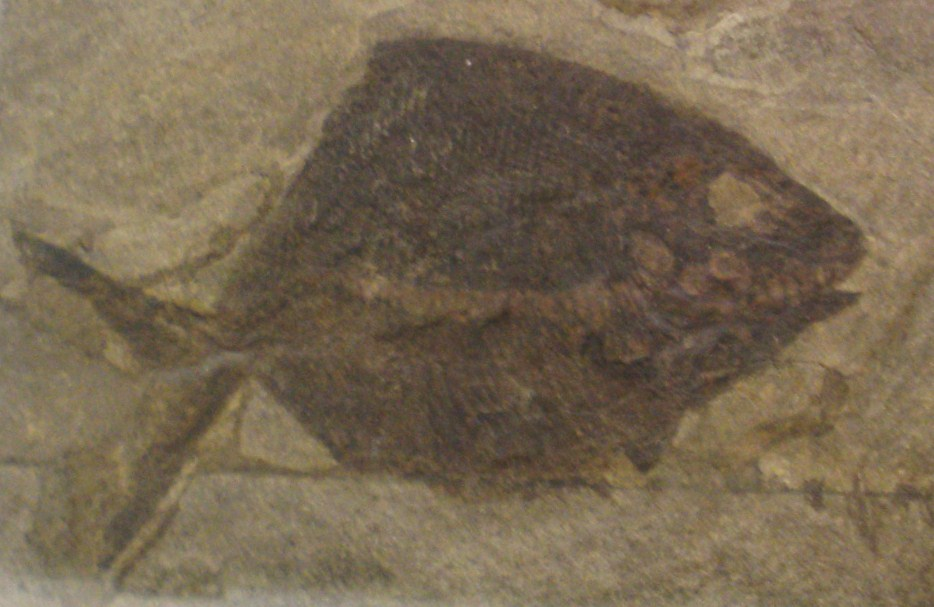
Fossile di Platysomus striatus

## Classificazione
Il genere Platysomus venne descritto per la prima volta da Louis Agassiz nel 1833, nella monumentale opera Recherches sur les poissons fossiles. La specie tipo è Platysomus striatus, nota per numerosissimi esemplari ritrovati in Germania e in Inghilterra in terreni del Permiano; al genere Platysomus sono poi state attribuite numerose altre specie, provenienti da vari giacimenti europei e nordamericani. Tra le più note, si ricordano P. superbus del Cabonifero inferiore dell'Inghilterra, P. circularis del Carbonifero di Mazon Creek (Illinois), P. swaffordae del Carbonifero superiore del Kansas, P. palmaris del Permiano inferiore dell'Oklahoma, P. gibbosus del Permiano superiore di Germania e Inghilterra. La specie P. nathorsti, proveniente dal Triassico inferiore di Spitsbergen, potrebbe non appartenere allo stesso genere.

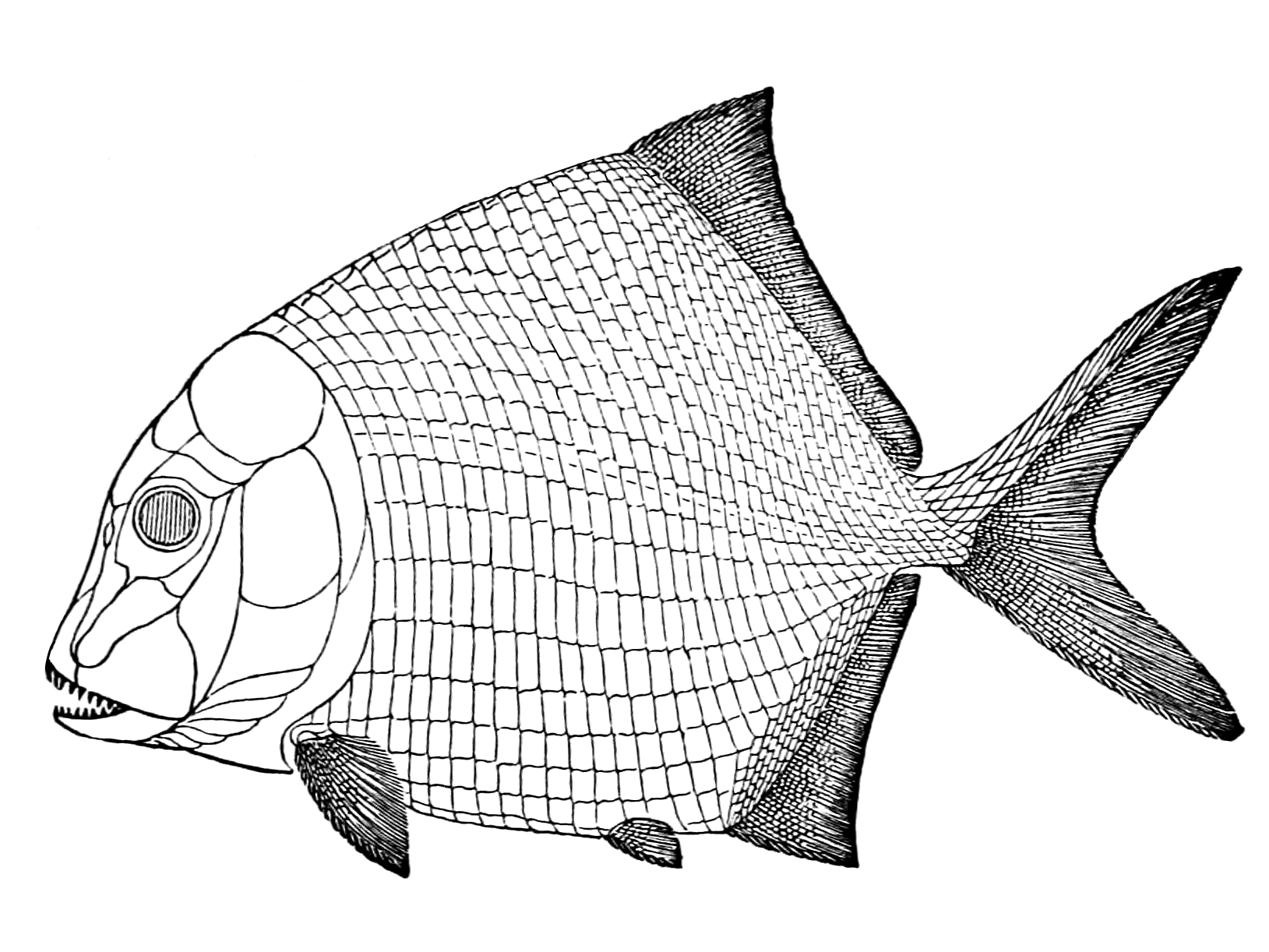
Ricostruzione di Platysomus gibbosus

Platysomus è considerato il tipico rappresentante dei platisomoidi, un gruppo di pesci ossei arcaici tipici del Carbonifero, del Permiano e e del Triassico caratterizzati da corpo discoidale e piatto lateralmente. I platisomoidi sono solitamente considerati uno dei due grandi gruppi dei paleonisciformi, che molti studiosi ritengono però un raggruppamento non naturale di pesci arcaici. Affini a Platysomus erano Chirodus ed Ebenaqua ritchiei.

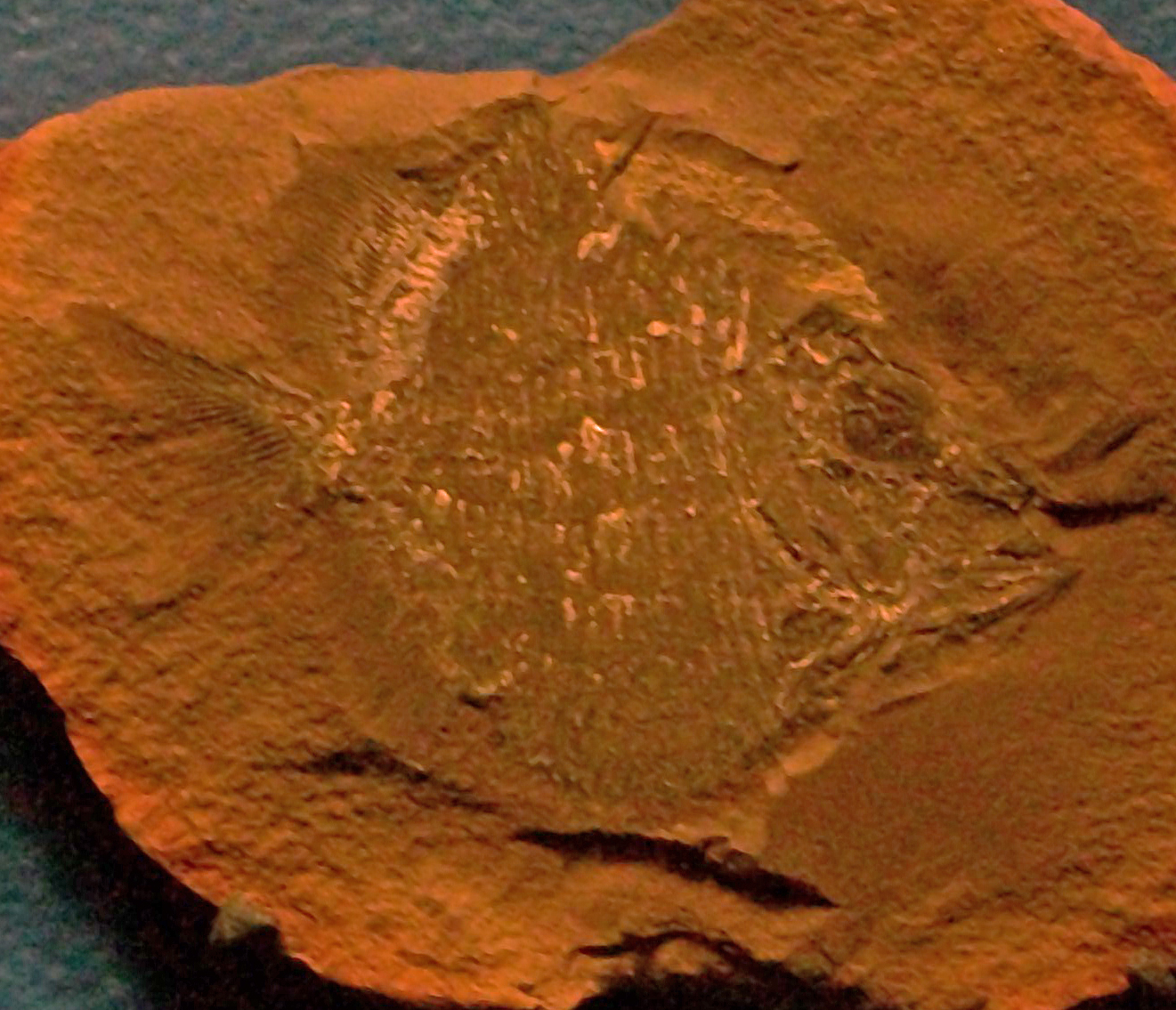
Fossile di Platysomus circularis

## Paleobiologia
Fossili di Platysomus sono stati ritrovati sia in depositi di acqua dolce che di acqua salata; doveva abitare le acque poco profonde vicino alla costa, e la forma del corpo alta e stretta lo aiutava con tutta probabilità a muoversi agilmente tra le scogliere. Probabilmente si nutriva di plancton o di altri organismi minuscoli presenti nelle acque superficiali.